# 拟斯氏园蛛
拟斯氏园蛛（学名：Araneus pseudosturmii）为园蛛科园蛛属的动物。在中国大陆，分布于安徽、湖南等地。该物种的模式产地在安徽黄山。